# Suhindol Point
Der Suhindol Point (englisch; bulgarisch нос Сухиндол nos Suchindol) ist eine Landspitze an der Südostküste von Smith Island im Archipel der Südlichen Shetlandinseln. Sie liegt 3,6 km ostnordöstlich des Kap James.
Bulgarische Wissenschaftler kartierten sie 2008. Die bulgarische Kommission für Antarktische Geographische Namen benannte sie im selben Jahr nach der Stadt Suchindol im Norden Bulgariens.